# San Inazio
San Inazio – stacja metra w Bilbao, na linii 1 oraz linii 2. Obsługiwana przez Bizkaiko Garraio Partzuergoa. Znajduje się w dzielnicy Deusto, w Bilbao. Stanowi stację przesiadkową pomiędzy dwiema liniami.